# Finale della Coppa dei Campioni 1968-1969 (hockey su pista)
La finale della 4ª edizione della Coppa dei Campioni fu disputata in gara d'andata e ritorno tra gli spagnoli del Reus Deportiu e i portoghesi del Benfica. Con il punteggio complessivo di 7 a 4 fu il Reus Deportiu ad aggiudicarsi per la terza volta nella storia il trofeo.

## Le squadre
| Squadre       | Partecipazioni precedenti (il grassetto indica la vittoria) |
| ------------- | ----------------------------------------------------------- |
| Benfica       | Nessuna                                                     |
| Reus Deportiu | 1967, 1968                                                  |

## Il cammino verso la finale
Il Reus Deportiu in qualità di detentore del trofeo fu escluso dal partecipare ai quarti di finale; in semifinale ebbe la meglio sui tedeschi del Remscheid. Il Benfica invece eliminò i francesi del Coutras ai quarti di finale e gli spagnoli del Vilanova in semifinale.

## Tabellini

### Andata
| Reus 12 aprile 1969 | Reus Deportiu | 7 – 1 | Benfica |  |

| Reus Deportiu |  |                    |
|               |  |                    |
| P             |  | Santiago Garcia    |
| E             |  | Manuel Boronat     |
| E             |  | Albert Montala     |
| E             |  | Jose Rabassa       |
| E             |  | Joan Sabater       |
| E             |  | Salvador Salvat    |
| E             |  | Joaquin Vilallonga |
| E             |  | Juan Vilallonga    |
| Allenatore:   |  |                    |
| Andres Borras |  |                    |

| Benfica     |  |                    |
|             |  |                    |
| P           |  | Carlos Ferreira    |
| E           |  | Carlos Garrancho   |
| E           |  | Jose Casimiro      |
| E           |  | Antonio Guerra     |
| E           |  | António Livramento |
| E           |  | Vitor Sousa        |
| E           |  | Jorge Vicente      |
| Allenatore: |  |                    |
|             |  |                    |

### Ritorno
| Lisbona 23 aprile 1969 | Benfica | 3 – 0 | Reus Deportiu |  |

| Benfica     |  |                    |
|             |  |                    |
| P           |  | Carlos Ferreira    |
| E           |  | Carlos Garrancho   |
| E           |  | Jose Casimiro      |
| E           |  | Antonio Guerra     |
| E           |  | António Livramento |
| E           |  | Vitor Sousa        |
| E           |  | Jorge Vicente      |
| Allenatore: |  |                    |
|             |  |                    |

| Reus Deportiu |  |                    |
|               |  |                    |
| P             |  | Santiago Garcia    |
| E             |  | Manuel Boronat     |
| E             |  | Albert Montala     |
| E             |  | Jose Rabassa       |
| E             |  | Joan Sabater       |
| E             |  | Salvador Salvat    |
| E             |  | Joaquin Vilallonga |
| E             |  | Juan Vilallonga    |
| Allenatore:   |  |                    |
| Andres Borras |  |                    |